# Consejo Moral Republicano
El Consejo Moral Republicano es un órgano del Poder Ciudadano en Venezuela. Su función principal es la prevención, investigación y sanción de actos que comprometan la ética pública y la moral administrativa. El Consejo vela por la gestión adecuada y legal del patrimonio público y por el cumplimiento de los principios constitucionales en la administración estatal.
Adicionalmente, el Consejo Moral Republicano participa en el proceso de preselección de candidatos para magistrados del Tribunal Supremo de Justicia, presentando una lista a la Asamblea Nacional.
Desde 2023, el Consejo es presidido por el Fiscal General Tarek William Saab, designado por la Asamblea Nacional.

## Composición actual
Está compuesto por la Defensoría del Pueblo, el Ministerio Público y la Contraloría General de la República; y, además, al mismo concurren un secretario o secretaria permanente, los coordinadores o coordinadoras de servicios financieros, promoción y educación, así como el consultor o consultora jurídica:
| Cargo                                                               | Autoridad                   |
| ------------------------------------------------------------------- | --------------------------- |
| Defensor del Pueblo                                                 | Dr. Alfredo Ruiz            |
| Fiscal General de la República                                      | Dr. Tarek William Saab      |
| Contralor General de la República                                   | Abg. Gustavo Vizcaíno Gil   |
| Secretaria Permanente del Consejo Moral Republicano                 | Dra. Milagros Salcedo       |
| Coordinador de Servicios Financieros del Consejo Moral Republicano  | Lcda. Jeanette Mendoza      |
| Coordinadora de Promoción y Educación del Consejo Moral Republicano | Lcdo. Miguelangel Sangronis |
| Consultora Jurídica del Consejo Moral Republicano                   | Dra. Rosa Díaz              |

## Funciones
Tiene como funciones generales, la promoción, vigilancia y defensa de los derechos humanos en el país. Este posee un carácter autónomo e independiente así como también se encarga de garantizar el respeto de los derechos y garantías constitucionales en los procesos judiciales, además de los tratados, convenios y acuerdos internacionales de los cuales sea parte el Estado venezolano.